# Rini Coolen
Rini Coolen est un footballeur néerlandais devenu entraîneur né le 10 février 1967 à Arnhem (Pays-Bas).

## Biographie
Il a évolué comme défenseur à Go Ahead Eagles, Heracles Almelo et De Graafschap Doetinchem, pour ensuite terminer sa carrière à l'AZ Alkmaar. 
Depuis 1996, il effectue une carrière d'entraîneur et a notamment dirigé le FC Twente, de 2004 à 2006, et l'Adélaïde United, en Australie, en 2010-2011. De 2013 à 2016, il s'occupe des jeunes du PEC Zwolle, avant de prendre la tête de l'équipe d'Aruba, en août 2015, dont la fédération entretient d'étroites relations avec le PEC Zwolle.